# Fome de 1601-1603 na Rússia
A Fome de 1601-1603 na Rússia foi a pior fome que já ocorreu na Rússia pré-Soviética, matando aproximadamente um terço dos Russos durante o Tempo de Dificuldades.

## Causas
A causa é provavelmente relacionada com a erupção de um vulcão no Peru, chamado de Huaynaputina, onde ejetou aproximadamente 16 a 32 milhões de toneladas métricas de partículas na atmosfera, notavelmente dióxido de enxofre, formando ácido sulfúrico (veja inverno vulcânico). Isto preveniu a luz do Sol de atingir a superfície da Terra, causando fomes massivas e invernos intensos.

## Número de mortos
Durante um período de dois anos e meio, 127 mil corpos foram enterrados em valas comuns apenas em Moscou. A fome generalizada matou aproximadamente dois milhões na Rússia.

## Resultado
Isto talvez levou a queda do Tsar Boris Godunov.